# 피에르 술라주

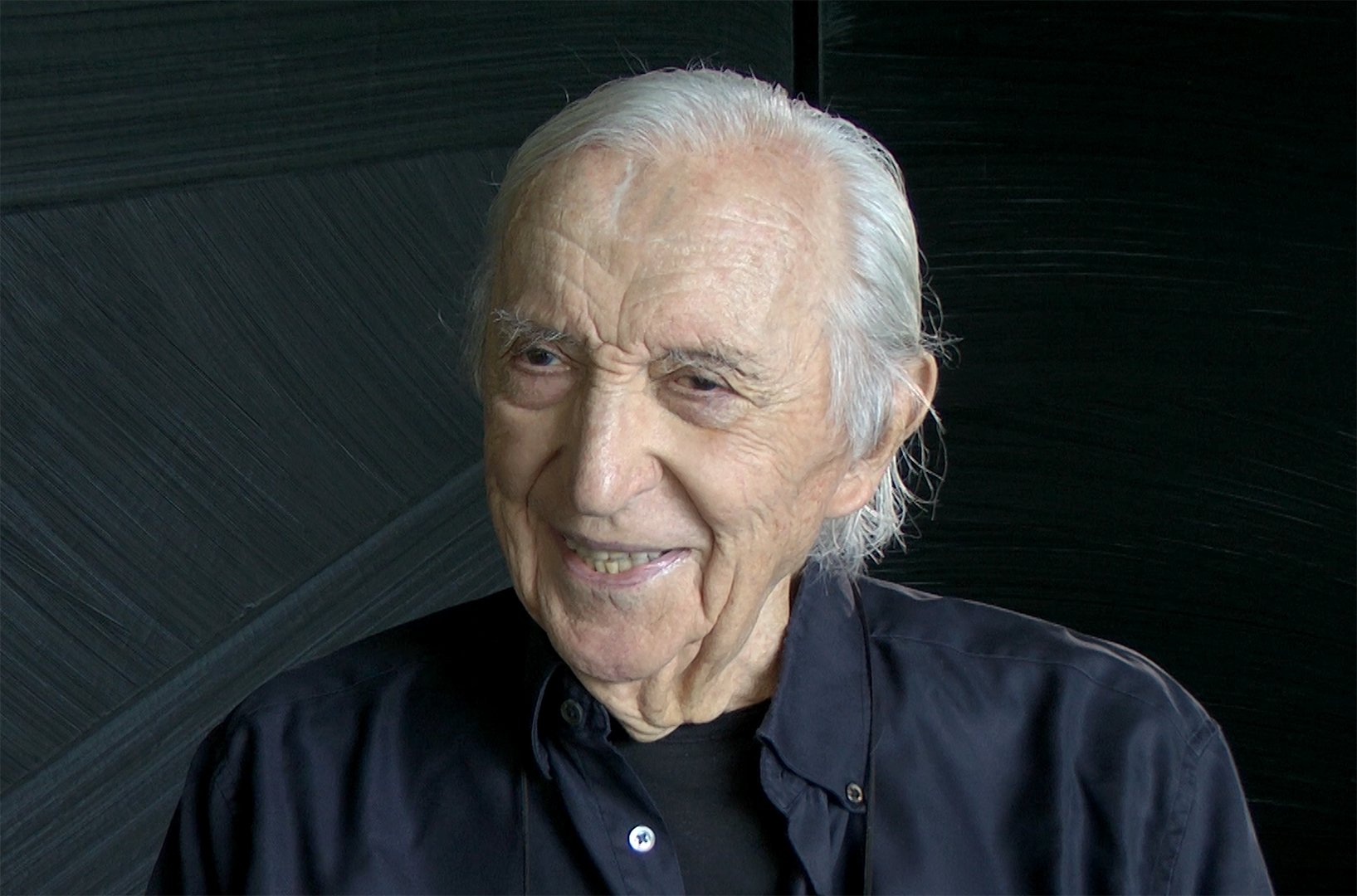
2019년의 술라주

피에르 술라주(Pierre Soulages, 1919년 12월 24일 ~ 2022년 10월 26일)는 프랑스의 화가, 조각가이다.
로마네스코 조각·미술의 유품이 많이 남아 있는 중남부의 아벨이 로데스에서 태어났다. 그는 일찍부터 혼자의 힘으로 그림을 배우다가 1939년 파리로 나와 활동을 하였으며, 중후한 풍경화 및 정물화에 능하였다.
초기에는 세잔·피카소의 영향을 받아 퀴비슴적인 경향을 띠었으나 1946년부터는 추상화로 옮겼다. 자유롭고도 표현의 풍부함을 꾀하였으며 외계에 대한 어떠한 대상도 배제하는 순수한 추상양식에다 조형 공간의 요소를 도입하였다.
그는 1948년과 그 이듬해에는 레알리테 누벨르전(展)에, 그 이후부터는 살롱 드 메에 출품하였다. 1952년의 베네치아, 1953년의 상파울루의 비엔날레전(展) 등에 출품하여 수상하였으며 그 밖에도 국제적인 상을 많이 수상하였다.
그의 작품의 특징은 청색과 갈색 계통의 침착한 느낌을 주는 색조를 즐겨 사용하는 그 이전의 강한 느낌을 주는 검은 형태를 밝은 색조와 결합시켜 간결하고도 힘찬 화면구성을 하고 있어 현대적인 약동감이 대담하고 자유롭게 나타나 있다.
주요 작품으로는 <회화> 등이 있다.